# Náprstník

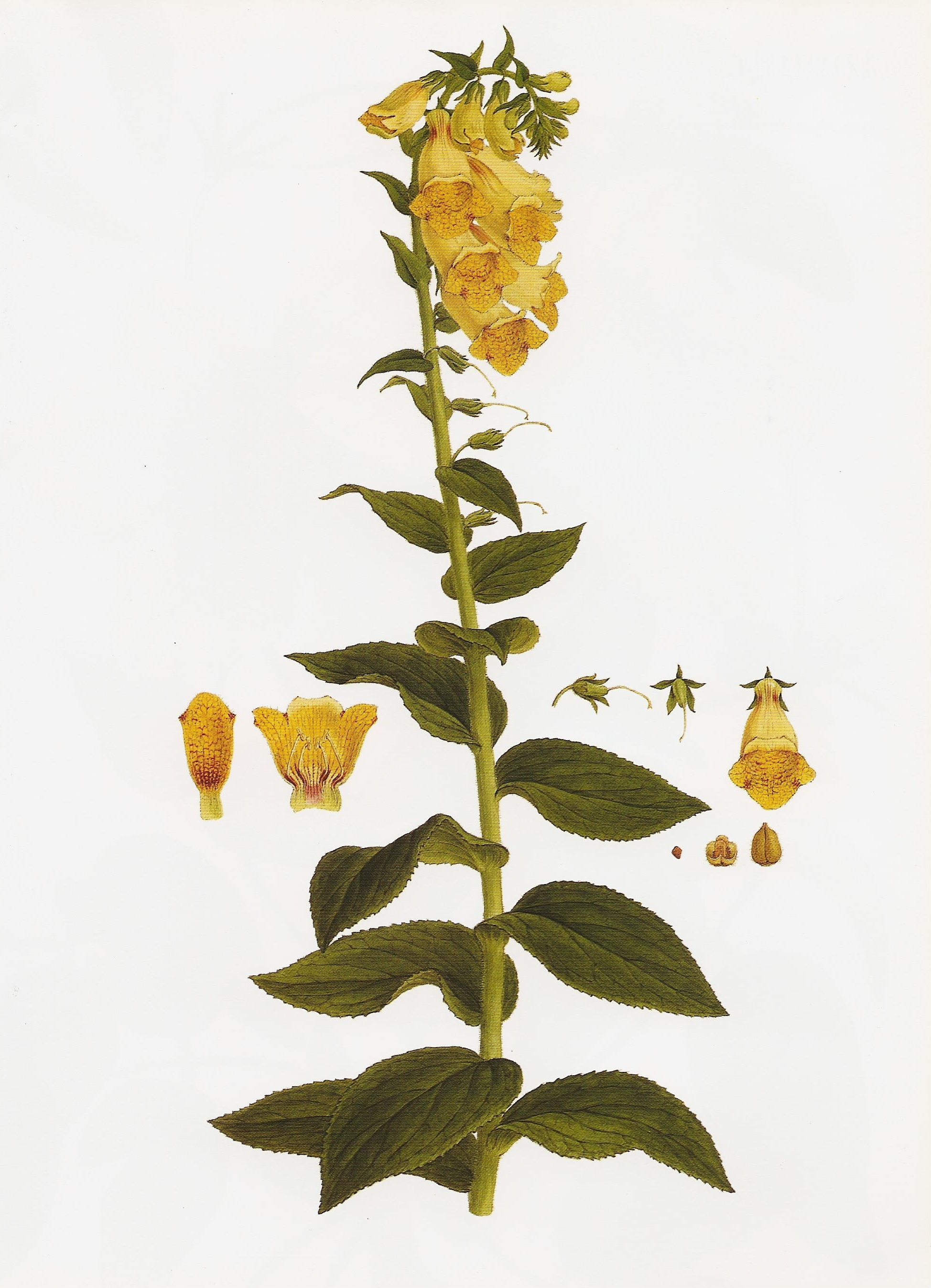
Ilustrace náprstníku velkokvětého z roku 1821

Náprstník (Digitalis) je rod dvouděložných rostlin, řazený v současné taxonomii do čeledi jitrocelovitých. Je známo asi 25 druhů. Vyznačují se přímou lodyhou s hroznovitým vrcholovým květenstvím poměrně velkých květů a střídavými listy. Náprstníky jsou rozšířené v Evropě, severní Africe a západní a střední Asii. V České republice jsou rozšířeny 2 druhy, náprstník velkokvětý a nepůvodní náprstník červený. Rostliny obsahují glykosidy působící na srdeční činnost a jsou využívány v lékařství. Všechny druhy jsou jedovaté a mohou způsobit smrtelnou otravu. Některé druhy jsou pěstovány jako okrasné rostliny.

## Popis
Náprstníky jsou dvouleté až vytrvalé byliny s přímou nevětvenou nebo jen chudě větvenou lodyhou, výjimečně na bázi lodyhy dřevnatějící. Listy jsou střídavé, celistvé, kopinaté až vejčitě kopinaté, celokrajné nebo na okraji zubaté, přisedlé, krátce řapíkaté nebo sbíhavé. Často jsou nahloučené v přízemní růžici. Květy jsou velké, oboupohlavné, dvoustranně souměrné, pětičetné, krátce stopkaté, uspořádané ve vrcholovém jednostranném hroznovitém květenství. Kalich je až k bázi členěný v kališní cípy, horní cíp je často menší než ostatní 4 cípy. Koruna je zvonkovitá až trubkovitá, s pěticípým lemem, nevýrazně dvoupyská. Uvnitř je většinou dlouze brvitá. Tyčinky jsou 4 a jsou nitkami přirostlé ke koruně. Semeník obsahuje mnoho vajíček a nese dlouhou čnělku zakončenou dvouramennou bliznou. Čnělka obvykle nevyčnívá z květu. Plodem je tobolka obsahující mnoho drobných semen.

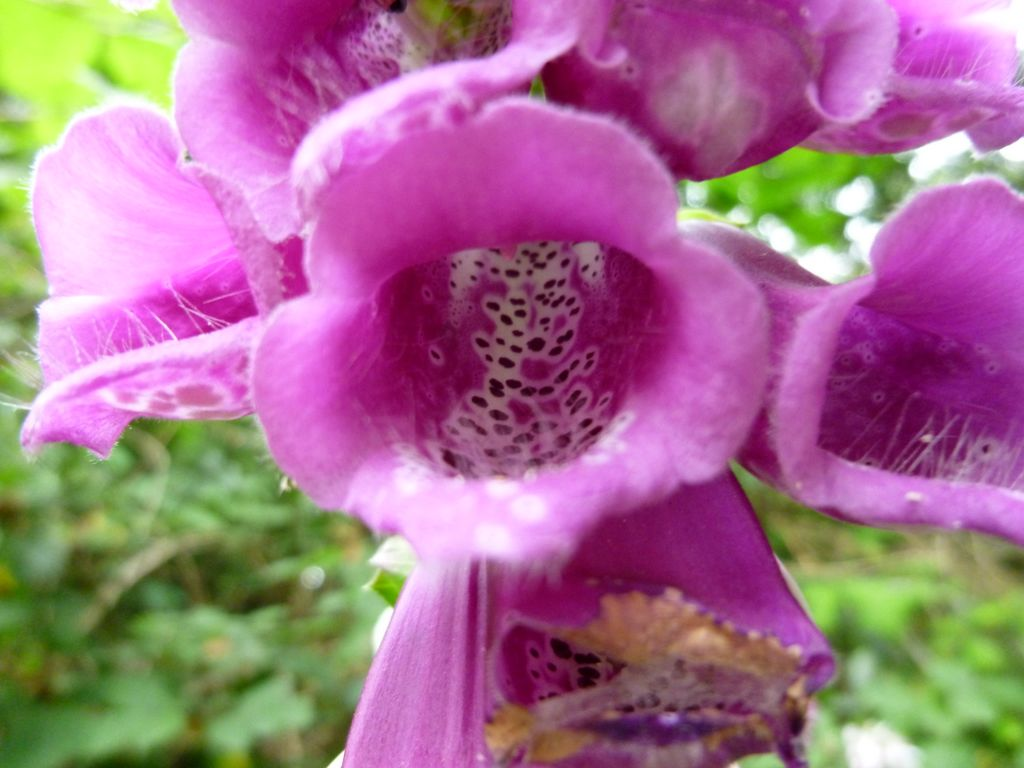
Detail květu náprstníku červeného
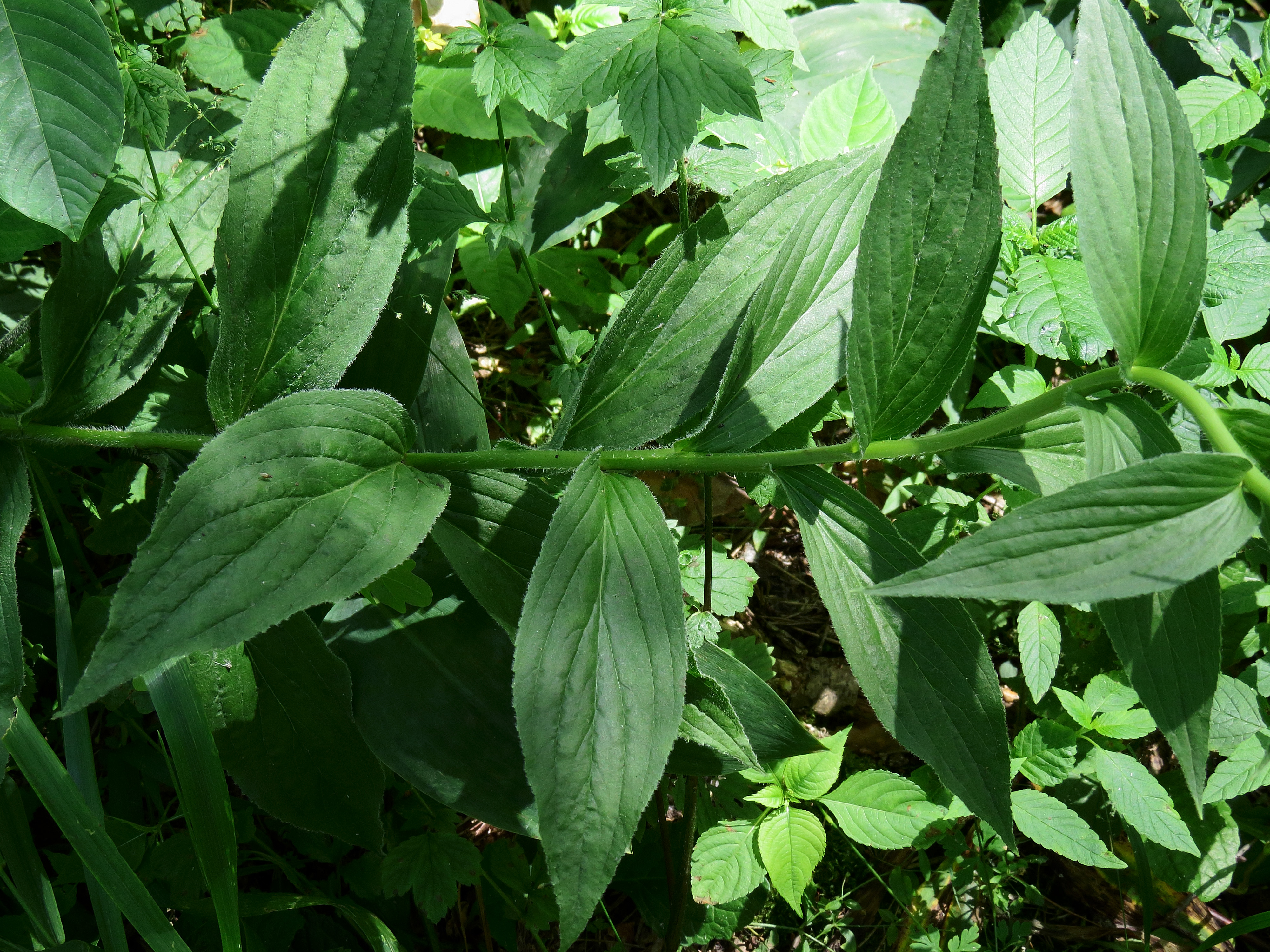
Náprstník velkokvětý, lodyha s listy
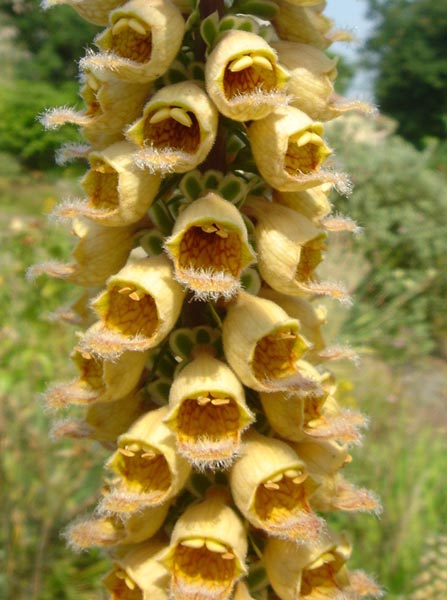
Květenství Digitalis ferruginea
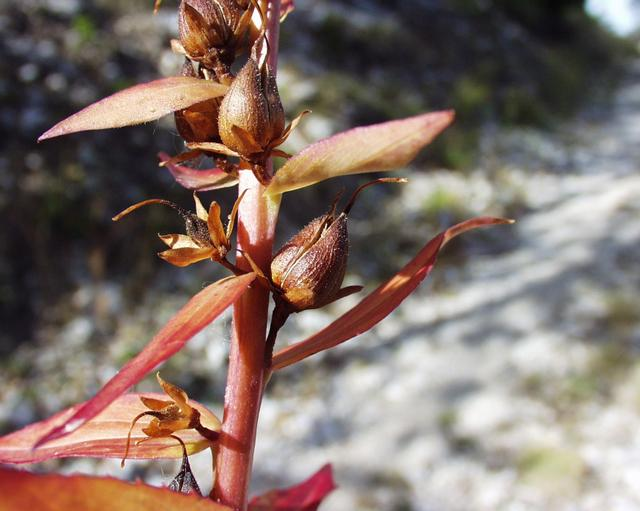
Plody náprstníku žlutého
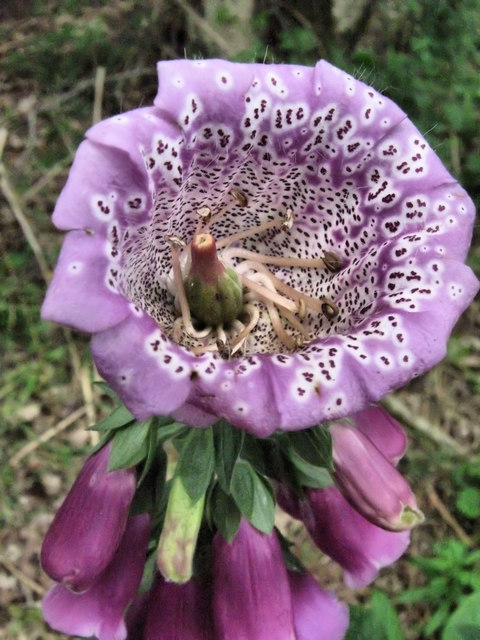
Pelorický květ náprstníku červeného

## Rozšíření
Rod náprstník zahrnuje asi 25 druhů. Je rozšířen v Evropě, severní Africe a v západní a střední Asii. Centrum druhové diverzity je v oblasti jihovýchodní Evropy a Malé Asie a v západním evropském Středomoří. Rozšíření náprstníku velkokvětého dosahuje na východ až po Ural a Altaj. Náprstník červený zdomácněl i v některých dalších částech světa, zejména za západním i východním pobřeží Severní Ameriky, místně v Jižní Americe, na jihu Austrálie a na Novém Zélandu.
V České republice je původní jediný druh, náprstník velkokvětý (Digitalis grandiflora), rostoucí roztroušeně na většině území. Náprstník červený (Digitalis purpurea) pochází ze západní a jihozápadní Evropy. Do České republiky byl zavlečen na přelomu 18. a 19. století a zdomácněl zejména v pohraničních pohořích severních Čech. Zřídka zplaňují některé pěstované druhy, zejména náprstník vlnatý (Digitalis lanata), pěstovaný jako léčivka, a efemérně i náprstník žlutý (Digitalis lutea).
V květeně Evropy je zastoupeno celkem 12 druhů náprstníků. Největší areál rozšíření zde má náprstník velkokvětý, náprstník červený a v jižních částech Evropy náprstník žlutý a náprstník vlnatý. Ostatní druhy jsou svým výskytem vázané výhradně na Středomoří. Ve východních oblastech je rozšířen D. ferruginea, D. viridiflora a D. laevigata, na Pyrenejském poloostrově D. thapsi, D. obscura a D. parviflora, v Řecku D. leucophaea a kříženec D. x macedonica. Některé z těchto druhů jsou evropské endemity. Druh D. dubia je endemit Baleárských ostrovů.
V Alpách vystupuje náprstník velkokvětý a náprstník žlutý až do subalpínského stupně.

## Taxonomie
Rod náprstník byl v minulosti řazen do čeledi krtičníkovité, která byla s nástupem molekulárních analýz a systému APG z větší části rozčleněna do jiných čeledí a náprstník se ocitl v čeledi jitrocelovité.
Keřovité dřevnaté druhy, rostoucí jako endemity na Kanárských ostrovech (Digitalis canariensis, D. sceptrum), byly přeřazeny do samostatného rodu Isoplexis.

## Ochrana přírody
Náprstníky nepatří v České republice mezi chráněné rostliny. Rovněž v mezinárodním Červeném seznamu ohrožených druhů IUCN není žádný druh náprstníku uveden jako ohrožený.

## Obsahové látky, účinek a jedovatost

Strukturní vzorec digitoxinu

Všechny druhy náprstníku náležejí mezi prudce jedovaté rostliny. Mají odporně hořkou chuť.
Obsahují směs srdečních glykosidů, které jsou obsaženy zejména v buněčné šťávě asimilačních zelených pletiv, a to v množství asi 1 %. Nejvyšší obsah je na sklonku dne, v průběhu noci jsou tyto látky postupně odbourávány a před východem slunce je jejich obsah nejnižší. V kořenech jsou obsaženy málo. Primární glykosidy, obsažené v čerstvých rostlinách, se sušením a stárnutím drogy hydrolyticky štěpí na glukózu či jiné cukerné jednotky a štěpné produkty, které jsou rovněž terapeuticky aktivní. Čerstvý náprstník červený obsahuje zejména purpurea-glykosidy A a B, glukogitaloxin, glukoverodoxin, digikorin aj. Štěpnými produkty jsou digitoxin, gitoxin, gitaloxin, strospesid, verodoxin aj. Výsledkem pokročilejší hydrolýzy je např. gitaloxigenin. Mimo glykosidů obsahuje náprstník i saponiny, zejména digitonin, gitonin, tigonin a natigin. Nejvyšší obsah saponinů je v semenech. Podobné obsahové látky jsou i v náprstníku velkokvětém. Náprstník vlnatý má poněkud jinou skladbu glykosidů, které obsahují navíc acetylovou skupinu na digitoxose a převládají mezi nimi lanatosidy A, B a C. Hydrolýzou vzniká acetyldigitoxin, acetylgitoxin a acetyldigoxin. Ze saponinů je obsažen tigonin. Droga z náprstníku vlnatého má obdobný terapeutický účinek jako z náprstníku červeného, je však asi 5× silnější. Naproti tomu účinek náprstníku žlutého je poměrně slabý.
K otravám dochází zejména při předávkování v rámci medicínského využití. K terapeutickému účinku dochází v rámci 2 až 3 dnů až poté, co se navážou glykosidy na srdeční svalovinu. Účinek pomalu odeznívá, při podávání i malých dávek může dojít k jeho kumulaci a předávkování. Dávkování vyžaduje velké zkušenosti a je vyhrazeno výhradně lékaři. Otrava po požití náprstníku se projevuje nejprve podrážděním trávicího ústrojí, projevujícím se ošklivostí, zvracením a průjmem. Později dochází k nápadnému zpomalení pulsu, nepravidelné srdeční činnosti a obtížnému dýchání. Tyto příznaky vyústí ve velmi rychlý a slabý puls, po němž může následovat ochrnutí a zástava srdce. Smrtelná dávka náprstníku červeného je 2 až 3 gramy čerstvých listů či 0,1 g sušené drogy, u čistého digitoxinu je to několik miligramů. U náprstníku vlnatého je letální dávka již 0,02 g sušené drogy. Prognóza otravy je nepříznivá. Léčení spočívá v podání dávidel, absorpčního uhlí a tříslovin (dubová kůra, silný černý čaj aj.). Je třeba co nejrychleji vyhledat lékařskou pomoc. Otravy byly pozorovány i u zvířat (koně, psi, dobytek, drůbež) s podobnými symptomy.

## Zástupci
- náprstník velkokvětý (Digitalis grandiflora)
- náprstník vlnatý (Digitalis lanata)
- náprstník žlutý (Digitalis lutea)
- náprstník červený (Digitalis purpurea)[1]

## Význam
Náprstník náleží mezi základní srdeční léky. Je podáván zejména při chronické srdeční nedostatečnosti, kdy zvyšuje stažlivost srdce a zároveň zpomaluje srdeční frekvenci. Činnost srdce se tak zpomaluje a prohlubuje. Rovněž upravuje nepravidelnou činnost srdce. Jako droga se používají pouze listy, z nichž se připravují nálevy, tinktury nebo slouží k izolaci čistých glykosidů.
V minulosti byl terapeuticky využíván zejména náprstník červený a v malé míře i náprstník velkokvětý, v novější době je téměř zcela nahradil účinnější náprstník vlnatý.
Náprstník červený byl historicky v Evropě používán sedláky k léčení edémů dobytka, spojených s masivním zadržováním vody v těle. V dané době nebyla souvislost tohoto neduhu s nedostatečnou činností srdce ještě známa. Spojitost mezi edémy dobytka, srdeční aktivitou a náprstníkem osvětlil koncem 18. století britský lékař William Withering.

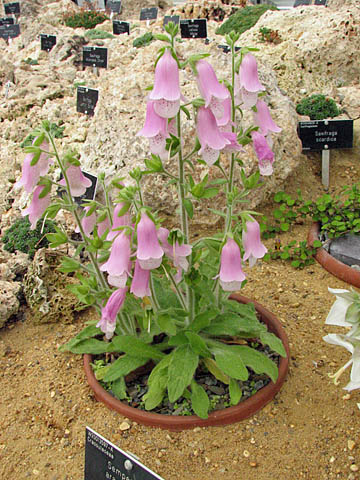
Náprstník Digitalis minor jako skalnička

Náprstníky jsou pěstovány jako okrasné zahradní rostliny. Nejčastěji je v různobarevných kultivarech pěstován náprstník červený, dále náprstník velkokvětý a náprstník žlutý. Řidčeji jsou pěstovány i jiné druhy. Ze sbírek českých botanických zahrad je jich uváděna celá řada.

## Pěstování a množení
Pěstované druhy náprstníku jsou krátkověké byliny, které se nejlépe rozmnožují výsevem semen. Semena lze vysévat časně zjara pod sklo, do pařeniště nebo později přímo na záhon. Semena jsou drobná a pouze se přitlačí k povrchu substrátu, nezasypávají se. Vyklíčí během 2 týdnů. Při časném výsevu rostliny kvetou ještě v témže roce. Lze množit i vegetativně pomocí postranních listových růžic, které se objevují po odstranění květenství.